# オオリュウキュウガモ

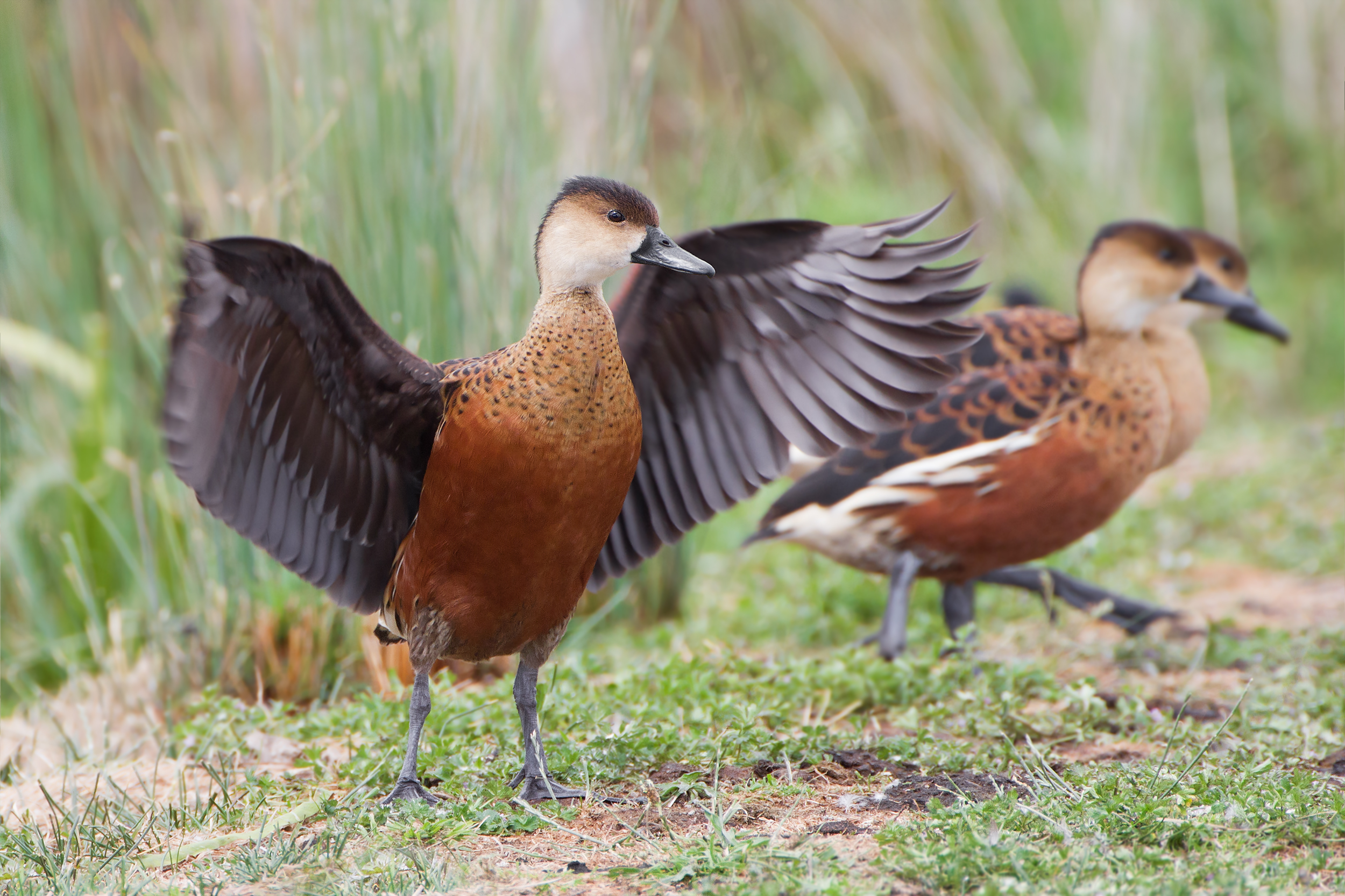
オオリュウキュウガモ

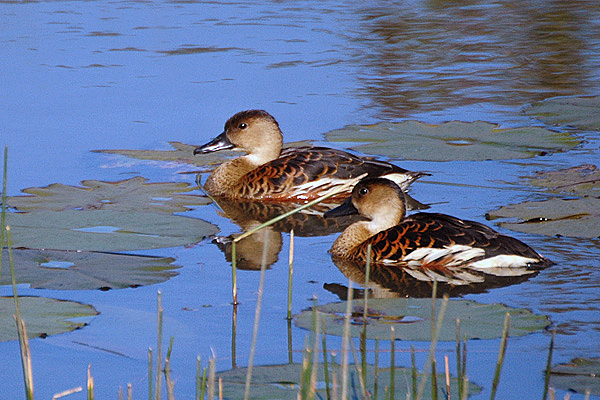
オオリュウキュウガモのつがい

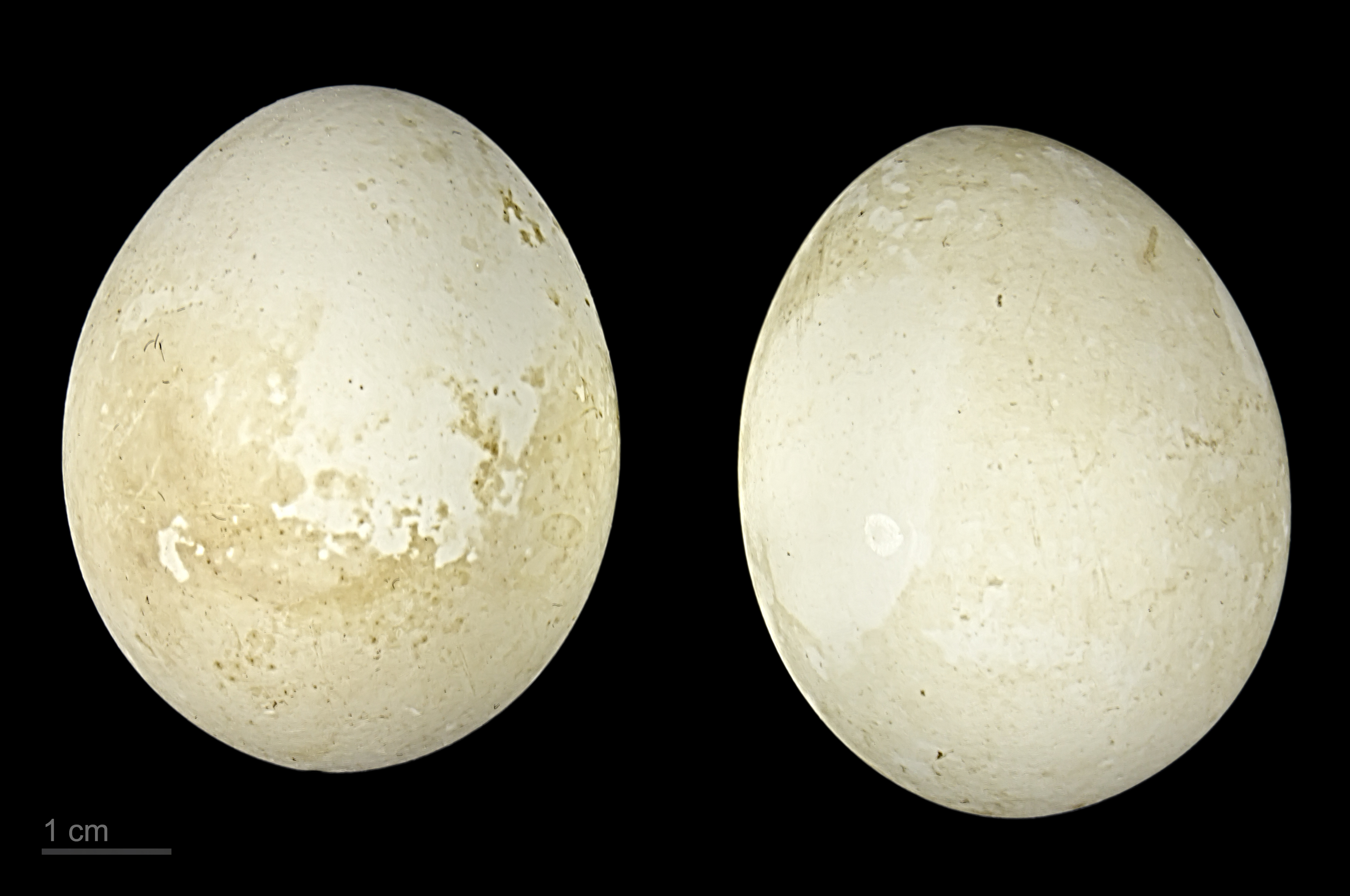
Dendrocygna arcuata

オオリュウキュウガモ（大琉球鴨、Dendrocygna arcuata）は、カモ目カモ科リュウキュウガモ属に分類される鳥類の1種である。

## 分布
熱帯および亜熱帯のオーストラリア、フィリピン、ボルネオ島、インドネシア、パプアニューギニア、太平洋諸島に分布する。

## 亜種
3亜種に分類される。
- D. a. arcuata (Horsfield, 1824) - 英: Indonesian Wandering Whistling Duck

フィリピンからインドネシアにかけて生息する。
- D. a. australis (Reichenbach, 1850) - 英: Australian Wandering Whistling Duck

ニューギニア島南部、オーストラリア北部および東部に生息する。
- D. a. pygmaea (Mayr, 1945) - 英: New Britain Wandering Whistling Duck

ニューブリテン島（ビスマルク諸島）に生息する。

## 形態
本種は長い頸および脚を持ち、ガンとカモの中間のように見える。頭部および頸部は頭頂と後頸が暗色である。胸には黒斑があり羽衣はほぼ暗褐色。全長54-60センチメートル、体重平均750グラム。

## 生態
かつて英名において Tree Duck と呼ばれたオオリュウキュウガモは、その大きな口笛のような鳴き声および飛翔中に翼から発する笛を吹くような風切り音により新たに Wandering Whistling Duck の名称で呼ばれている。

### 生息地
オオリュウキュウガモは、深いラグーンや氾濫原あるいはダムに生息する。水を好み岸辺からほとんど離れない。泳ぎかつ上手に潜水する。
主に草、スイレン、水草、および時に昆虫や水中脊椎動物を採餌する。

### 繁殖
普通12月から5月にかけて熱帯の雨季の期間に繁殖する。この期間中に水辺に近い通常丈の高い草もしくは安全な領域に営巣し6-15個の卵を産む。